# Петрушин, Алексей Евгеньевич
Алексей Евгеньевич Петру́шин (3 декабря 1972, Ленинград) — российский футболист, полузащитник, игрок в мини-футбол.
В СССР играл за «Локомотив» Ленинград в турнире «Футбол России» в 1990 году. В 1991 году выступал в первенстве КФК за «Строитель» Гатчина. В 1992—1995 годах играл за гатчинский клуб во второй (1992—1993, 1995) и третьей лигах (1994). В сезоне 1995/96 играл в Польше.
В чемпионате России по мини-футболу выступал за клубы «Феникс» Челябинск (1993, 1995), «ТТГ-Ява» Югорск (1997/98 — 2002/03, 2006/07), «Динамо» Москва (2003/04), «Дина» (2005/06), «Динамо» СПб (2007/08), «Спартак-Щёлково» (2008/09). Провёл два матча, забил один гол за сборную России по мини-футболу.
Затем играл за любительские футбольные клубы «Ижора-Бралан» Ивановка (2009), «Царское Село» Пушкин (2009, 2011—2012).

## Достижения
- Чемпион России по мини-футболу: 2003/2004, 2004/2005
- Обладатель Кубка России по мини-футболу: 2003/2004[2]